# Marilao
Marilao est une ville de 1re classe de la province de Bulacan aux Philippines. Selon le recensement de 2010 elle est peuplée de 185 624 habitants. Elle est une part de Metro Manila.
Son site d'interêt le plus populaire est la Sanctuaire National de la Miséricorde Divine.

## Barangays
Malolos est divisée en 16 barangays.
- Abangan du Nord
- Abangan du Sud
- Ibayo
- Lambakin
- Lias
- Loma de Gato
- Nagbalon
- Patubig
- Poblacion 1
- Pobalcion 2
- Prenza 1
- Prenza 2
- Santa Rosa 1
- Santa Rosa 2
- Saog
- Tabing-ilog

## Démographie

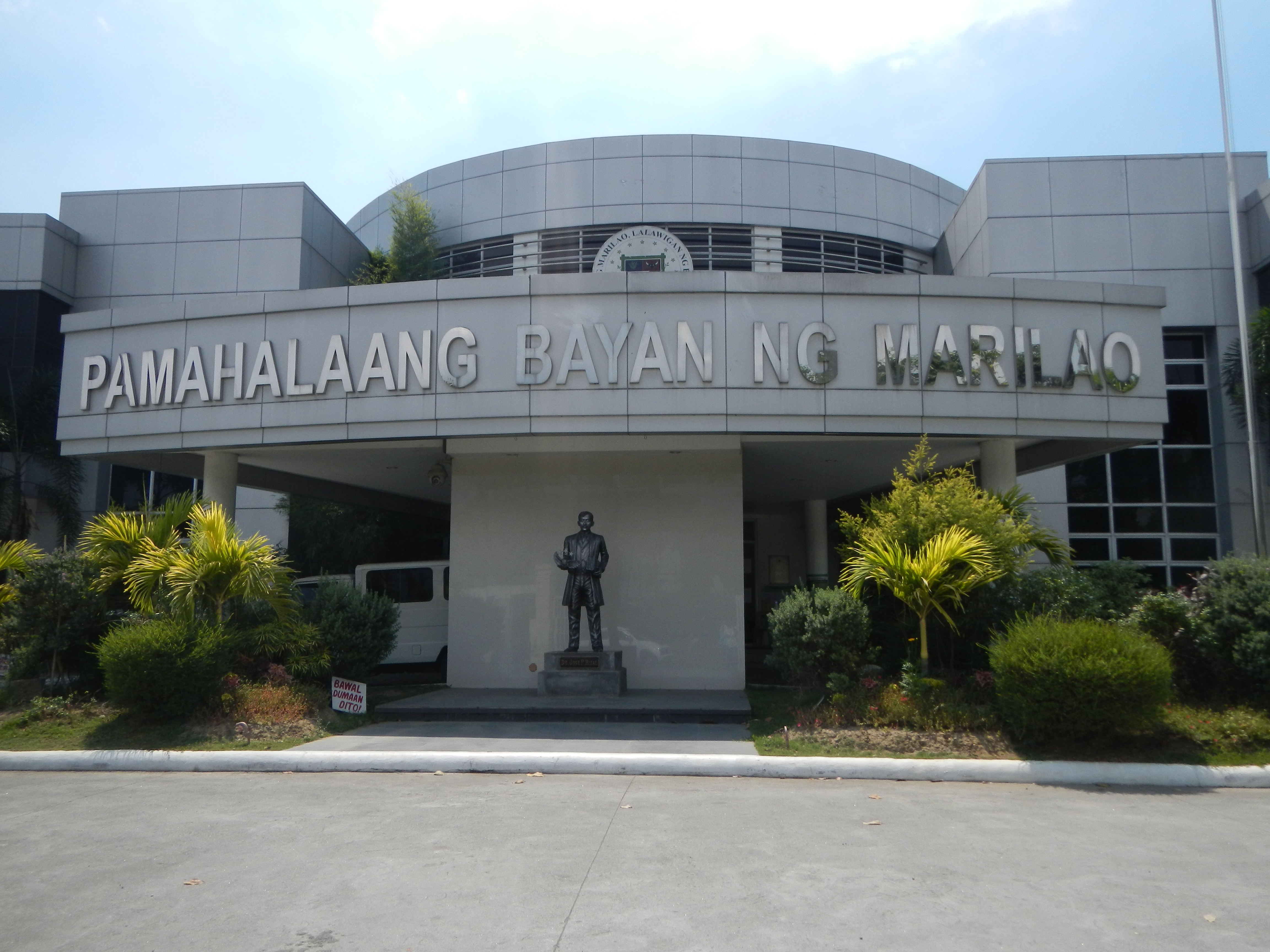
Salle municipale

| Année | Habitants | Évolution |
| ----- | --------- | --------- |
| 1995  | 68 761    | -         |
| 2000  | 101 017   | 46,91 %   |
| 2007  | 160 452   | 58,84 %   |
| 2010  | 185 624   | 15,69 %   |